# Now Kandeh
Now Kandeh (farsi نوکنده) è una città dello shahrestān di Bandar-e-Gaz, circoscrizione di Now Kandeh, nella provincia del Golestan. Aveva, nel 2006, una popolazione di 7.601 abitanti. Si trova a sud-ovest di Bandar-e Gaz.